# Xã Harve, Quận Faulkner, Arkansas
Xã Harve (tiếng Anh: Harve Township) là một xã thuộc quận Faulkner, tiểu bang Arkansas, Hoa Kỳ. Năm 2010, dân số của xã này là 1.050 người.